# Östliche Zhou-Dynastie

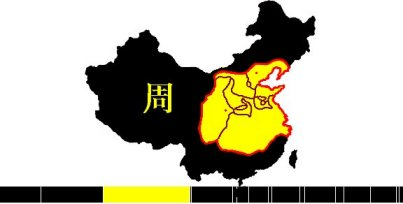
Ausdehnung der östlichen Zhou-Dynastie

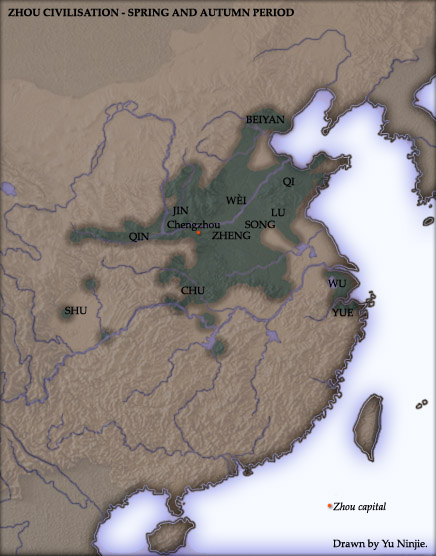
Östliche Zhou-Dynastie

Die Östliche Zhou-Dynastie (chinesisch 東周 / 东周, Pinyin Dōngzhōu) war die spätere Phase der Zhou-Dynastie in der chinesischen Geschichte. Sie hatte von 770 v. Chr. bis 256 v. Chr. Bestand.

## Einteilung
Da die Östliche Zhou-Dynastie zwar nominell immer noch das Oberhaupt der nun offen konkurrierenden chinesischen Fürstentümer war, de facto jedoch in der Politik keine Rolle spielte, ist dieser Zeitraum mehr unter den folgenden zwei Bezeichnungen bekannt, die zugleich eine grobe Unterteilung in der Epoche der Östlichen Zhou darstellen:
- Zeit der Frühlings- und Herbstannalen (722–481/475/450 v. Chr.)
- Zeit der Streitenden Reiche (481/475/450–221 v. Chr.)

Die Unterteilung in diese beiden Perioden ist eher traditioneller Natur und basiert nicht auf einem besonders einschneidenden Ereignis, auch wenn ein Zusammenspiel von Ereignissen von Historikern ausgemacht wurde. Während in der Zeit der Frühlings- und Herbstannalen etwa noch verschiedene Herrscher anstelle des Zhou-Königs eine brüchige Oberherrschaft über die restlichen Staaten ausübten (das ba-System, siehe Fünf Hegemonen), gab es eine solche reichsweite Hegemonie in der Zeit der Streitenden Reiche nicht mehr. Als Zeitpunkte des Umbruchs führen Historiker außerdem die Teilung von Jin an, bei der der politisch lange bedeutsamste Staat Nordchinas Jin über mehrere Jahrzehnte hinweg von einem Bürgerkrieg erschüttert wurde, dessen einschneidende Ereignisse auf 481, 475, 468, und 403 v. Chr. fixiert werden. In Südchina kam es währenddessen zur Hegemonie des Staates Wu (ab 482 v. Chr.), der wiederum 476 v. Chr. vom Nachbarstaat Yue überrannt wurde. Als weiteres Schlüsselereignis gilt ein schleichender Dynastiewechsel in Qi über den Zeitraum von 522 bis 386 v. Chr. mit einem Massaker an der Fürstenfamilie im Jahr 481 v. Chr.

## Geschichte
Als im Jahre 771 v. Chr. Nomaden die Hauptstadt der Zhou überfielen, zerstörten und den König töteten, floh der Kronprinz unter Schutz der umliegenden Fürsten, insbesondere von Qi, ins östlich gelegene Luoyang, wo er im nächsten Jahr den Thron bestieg.

### Rollenverständnis von König und Fürsten
Mit der Thronbesteigung des Königs Ping konnte zwar die Dynastie der Zhou vor dem Untergang gerettet werden, doch wenige Jahrzehnte später war die Autorität des Königs geschwunden. Dass der König selbst Kriege an der Grenze des chinesischen Reiches führte oder Streitereien zwischen seinen insgesamt anfänglich 200 Vasallenstaaten regelte, endete mit dem Jahr 707 v. Chr., als der König Huan bei einer Strafaktion gegen den Fürsten Zhuang von Zheng eine schmähliche Niederlage erlitt. Nicht nur blieb der König seither militärisch und politisch deutlich schwächer als die ihm formell untergebenen Fürsten, er war auch finanziell immer stärker von ihnen abhängig. Zwar wurde der König anfangs noch dazu benutzt, bestimmte Aktionen zu legitimieren oder den Titel des „Fürstenführers“ (霸王,  bàwáng, siehe Fünf Hegemonen) zu bestätigen, wirkliche Bedeutung hatte er jedoch bald nicht mehr. Offene Kämpfe zwischen den Staaten und die Annexion von schwächeren durch stärkere Staaten wurden Tagesordnung. Dagegen waren die Zhou-Könige mittlerweile machtlos.

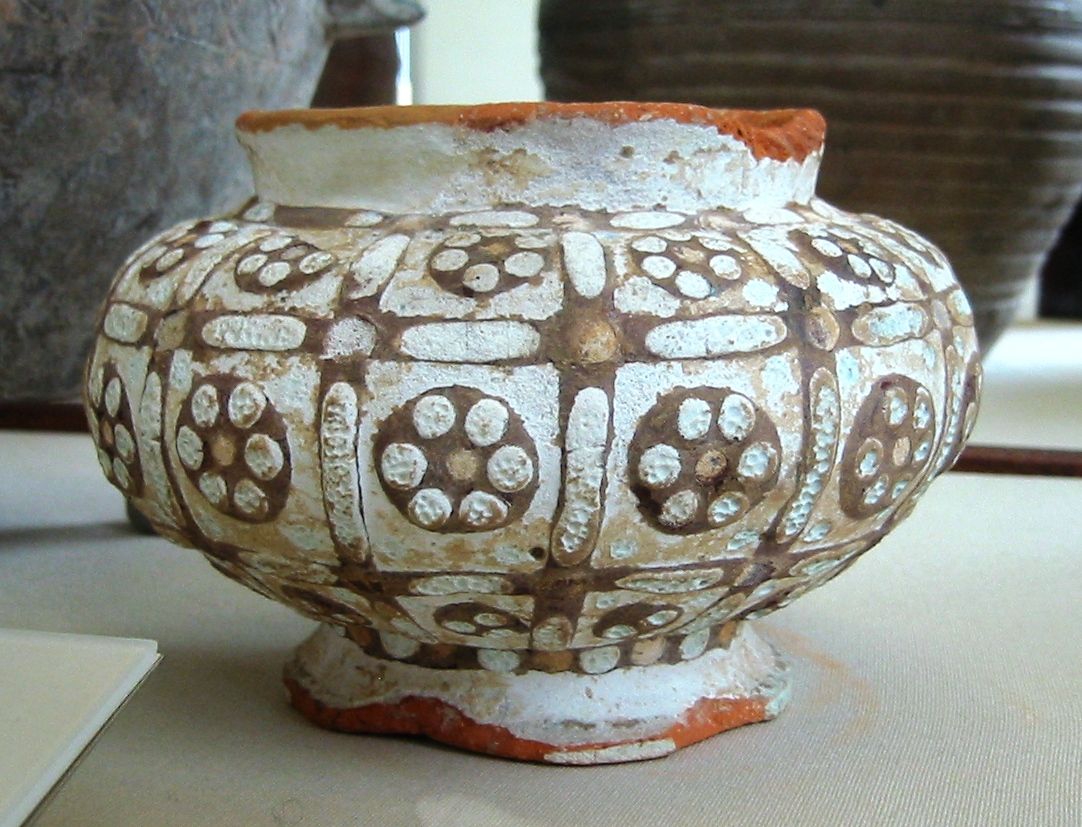
Vase aus dem 4.-3. Jh. v. Chr.

Bereits im Jahr 703/704 v. Chr. erklärte sich der mächtige Zi (Vizegraf) Wu von Chu zum Wang, also zum König seiner südlichen Territorien einschließlich seiner nicht wenigen Vasallen. Historiker erklären diese Selbsterhöhung mit diplomatischen Schwierigkeiten, welche der Zi von Chu mit seinen südlichen Nachbarn gehabt haben müsse. Führer jener nichtchinesischen Regionen und Stammestümer bezeichneten sich ebenfalls als Könige. Nachdem Wu ein gebührender Rang (etwa der eines Gongs) durch die regierenden Zhou jahrzehntelang trotz inständigen Bittens verweigert worden war, sei die Königs-Ernennung weniger als Akt der Rebellion gegen die Zhou-Könige zu verstehen denn als Bemühung, sich den Respekt der Vasallen und Nachbarreiche zu erhalten.
Die Existenz des mächtigen und politisch unabhängigen Chu im Süden des Zhou-Reiches bewog die Zhou-treuen Fürsten des Nordens, nicht aus ihrem Bündnis rund um den Königshof von Luoyang auszuscheren. Sie, die Fürsten der stärkeren Staaten im Norden, waren die tatsächlichen politischen Führer jener Zeit, die gleichwohl raffiniert „im Namen des Königs“ oder „auf des Königs Befehl“ handelten. Zu mehreren Zeitpunkten gab es unter ihnen besonders stark dominierende Figuren, welche in der Geschichtsschreibung zu „Fünf Hegemonen“ stilisiert wurden. Gleichwohl führte der Chu-König Zhuang 606 v. Chr. sein Heer bis zur Grenze des Zhou-Königs und fragte keck den königlichen Gesandten, wie schwer der Topf sei, aus dem die königliche Speise gekocht werde.
In der Mitte des 6. Jahrhunderts begannen zwei weitere mächtige Fürsten im Süden, sich selbst als Wang („König“) zu bezeichnen, nämlich in den noch jungen Staaten Wu und Yue. Dieser Sitte folgten die übriggebliebenen Gongs („Herzöge“) bis Mitte des 4. Jahrhunderts, was in etwa den Beginn der Zeit der Streitenden Reiche markiert. Der Zhou-König wurde nicht einmal zu den sieben bedeutenden Fürsten der streitenden Reiche gezählt. Gegen Ende der Dynastie war sein Herrschaftsbereich auf ein Gebiet rund um die Hauptstadt beschränkt.

### Ende der Zhou
Um 325 v. Chr. bezeichnete sich schließlich auch der Gong Huiwen von Qin als König, als einer der letzten Aufsteiger unter den mächtigen Streitenden Reichen. Seine Nachfolger gewannen noch an Macht hinzu; sein Enkel Zhaoxiang von Qin wurde vom Zhou-König Nan als derartig große Bedrohung wahrgenommen, dass er einer Anti-Qin-Koalition beitrat. Diese unterlag militärisch 256 v. Chr., woraufhin Nan von Zhou sich zum Hof des Königs Zhaoxiang begab und von diesem zu einem Herzog degradiert und abgesetzt wurde. Nan starb im Arrest, sein Territorium wurde von Qin annektiert. Ein Nachfolger des Qin-Königs Zhaoxiang proklamierte sich dann 220 v. Chr. zum ersten Kaiser Chinas.

## Könige der Östlichen Zhou-Dynastie
| Name1 | Ehrenname1      | Regierungszeit  |
| --- | --------------- | --------------- |
| Ji Yijiu 姬宜臼 | Ping 平王       | 770–720 v. Chr. |
| Ji Lin 姬林 | Huan 桓王       | 719–697 v. Chr. |
| Ji Tuo 姬佗 | Zhuang 莊王     | 696–682 v. Chr. |
| Ji Huqi 姬胡齊 | Xi 釐王         | 681–677 v. Chr. |
| Ji Lang 姬閬 | Hui 惠王        | 676–652 v. Chr. |
| Ji Zheng 姬鄭 | Xiang 襄王      | 651–619 v. Chr. |
| Ji Renchen 姬壬臣 | Qing 頃王       | 618–613 v. Chr. |
| Ji Ban 姬班 | Kuang 匡王      | 612–607 v. Chr. |
| Ji Yu 姬瑜 | Ding 定王       | 606–586 v. Chr. |
| Ji Yi 姬夷 | Jian 簡王       | 585–572 v. Chr. |
| Ji Xiexin 姬泄心 | Ling 靈王       | 571–545 v. Chr. |
| Ji Gui 姬貴 | Jing 景王       | 544–521 v. Chr. |
| Ji Meng 姬猛 | Dao 悼王        | 520 v. Chr.     |
| Ji Gai 姬丐 | Jing 敬王       | 519–476 v. Chr. |
| Ji Ren 姬仁 | Yuan 元王       | 475–469 v. Chr. |
| Ji Jie 姬介 | Zhending 貞定王 | 468–442 v. Chr. |
| Ji Quji 姬去疾 | Ai 哀王         | 441 v. Chr.     |
| Ji Shu 姬叔 | Si 思王         | 441 v. Chr.     |
| Ji Wei 姬嵬 | Kao 考王        | 440–426 v. Chr. |
| Ji Wu 姬午 | Weilie 威烈王   | 425–402 v. Chr. |
| Ji Jiao 姬驕 | An 安王         | 401–376 v. Chr. |
| Ji Xi 姬喜 | Lie 烈王        | 375–369 v. Chr. |
| Ji Bian 姬扁 | Xian 顯王       | 368–321 v. Chr. |
| Ji Ding 姬定 | Shenjing 慎靚王 | 320–315 v. Chr. |
| Ji Yan 姬延 | Nan 赧王        | 314–256 v. Chr. |
| 1 Der Name der chinesischen Herrscher ist kompliziert. Meistens haben die Herrscher mehrere Namen. Der erste Name ist der tatsächliche, wenn man will, der bürgerliche Name. Nach chinesischer Tradition steht der Familienname vor dem persönlichen Namen, dieser wird auch hier verwendet. Der zweite Name ist ein Ehrenname, der postum vom Nachfolger oder von Herrschern späterer Dynastien verliehen wird. Unter diesen Namen sind die Herrscher meist bekannt. Deswegen wird hier auch der Link zu den Herrschern über den Ehrennamen erstellt. |                 |                 |